# Parcelă de gorun (monument al naturii din Ucraina)
Parcela de gorun (în ucraineană Праліс дуба скельного) este un monument al naturii de tip botanic de importanță locală din raionul Adâncata, regiunea Cernăuți (Ucraina), situat la vest de satul Valea Cosminului. Este administrat de „Silvicultura Cernăuți”.
Suprafața ariei protejate constituie 5 hectare, fiind creată în anul 2002 prin decizia comitetului executiv regional. Statutul a fost acordat pentru protejarea unei porțiuni a pădurii cu plantații valoroase de gorun, cu vâsta de aprox. 200 de ani.